# Jeremiah Manele
Jeremiah Manele (1968) é um político das Ilhas Salomão que foi eleito pelo parlamento como primeiro-ministro após as eleições gerais de 2024 nas Ilhas Salomão. Obteve 31 dos 50 votos depois que seu antecessor, Manasseh Sogavare, optou por não se candidatar à reeleição. É o primeiro primeiro-ministro do país oriundo da Província de Isabel.
É bacharel em artes pela Universidade de Papua-Nova Guiné. Foi Secretário Permanente dos Negócios Estrangeiros e do Comércio Externo nas Ilhas Salomão até dezembro de 2007. Foi eleito Membro do Parlamento pelo círculo eleitoral de Hograno/Kia/Havulei nas eleições gerais de 2019. Tornou-se Ministro dos Negócios Estrangeiros em 26 de abril de 2019. É descrito como amigo da China, pois prometeu continuar a política internacional das Ilhas Salomão que a aproximou da China.